# شعب التنجر
شعب التنجر  هم مجموعة عرقية سنية وجدت في غرب السودان.
إن الجذور العرقية لشعب التنجر هم قبائل بني هلال العربية . وبحسب تقاليدهم الشفوية وبعض العلماء، فهم عرب هاجروا من المملكة العربية السعودية   إلى وسط السودان إما عن طريق شمال إفريقيا وتونس أو عن طريق النوبة. في الواقع، كما لاحظ غوستاف ناختيغال، فإنهم يشبهون ملامح وسلوك العرب. يقترح علماء آخرون أن لهم جذور نيلية غير مسلمة، وهي من منطقة نهر النيل.
لقد كانوا أقلية، لكنهم أصبحوا الطبقة الحاكمة في دارفور ووادي في القرن الثالث عشر من خلال الاستيلاء السلمي على السلطة من الداجو. في القرن السادس عشر، تمت الإطاحة بهم من قبل مجموعة عربية أسست سلالة كيرا. تم طرد شاو دورشيد، آخر حاكم للتنجر، من قبل شعبه لأنه أجبر رعاياه على حفر الآبار في المناطق الصخرية العالية والقيام بمهمة شاقة وغير مجدية تسوية قمة جبل ميل، التي أراد في قمته إقامة مقر إقامته" يقال أن عاصمته كانت موقع عين فرح.  
حوالي منتصف القرن السابع عشر، طُرد شعب التنجر من إمبراطورية الواد الإسلامية من قبل عبد الكريم من شعب مابا، وسيطرت قبائل المباس على قوافل العبيد في الشمال. ثم هاجر شعب التنجر غربًا إلى موقعهم الحالي. بعد ذلك اعتنقوا فقه المالكي للإسلام السني.وقيل لا علاقة لشعب التنجر بالفور وهم كيان مستقيل .

## المجتمع
تغلب في شعوب التنجر مهنة الزراعة ويعيشون بشكل وثيق مع الفور. ولغتهم الخاصة بهم قد انقرضت ويتحدثون الآن اللغة العربية أو الفور أو لغة Beri كلغتهم الأولى.

## قضايا معاصرة
مثل الفور والزغاوة، منذ بداية الصراع في دارفور في فبراير 2003، تأثر العديد من التنجر. شارك عدد من التنجر في القتال ضد الحكومة السودانية، تحت رايات حركة تحرير السودان. ويقدر عددهم بحوالي 176000 شخص. [بحاجة لمصدر]

## فهرس
- أركيل، أ. ج. "تاريخ دارفور. الجزء الثاني: التنجور، إلخ. "، ملاحظات وسجلات السودان، 32، 2 (1951)، 207-238.
- بلفور بول، HG 1955. تاريخ وآثار دارفور. الخرطوم، دائرة الآثار السودانية.
- Braukämper، Ulrich: Migration und Ethnischer Wandel، شتوتغارت، 1992.
- فوشز بيتر: "الأصل العربي للتنجور، في: أ. رواند (Hg.)، ليه المستشرقون لسان المغامرين، سان مور، 1999، 235-9.
- لانج، ديريك : "Abwanderung der assyrischen tamkāru nach Nubien، دارفور und ins Tschadseegebiet"، في: Bronislaw Nowak et al. (محرران.)، Europejczycy Afrykanie Inni: Studia ofiarowane Profesorowi Michalowi Tymowskiemu، Warzawa 2011، 199-226.
- Nachtigal، G. ترجمة. ح. فيشر، الصحراء والسودان، المجلد. الرابع (المجلد. الثالث، 1889)، لندن 1971.
- أوفاهي، جمهورية سلطنة دارفور: تاريخ، لندن 2008.